# Callerinnys rufolimbata
Callerinnys rufolimbata là một loài bướm đêm trong họ Geometridae.